# Акмальдинов, Рауль Равильевич
Рауль Равильевич Акмальдинов (род. 19 июня 2002, Усть-Каменогорск) — российский хоккеист, защитник. Мастер спорта России (2021).

## Биография
Как и старший брат Александр, начинал играть в «Торпедо» Усть-Каменогорск. Пришёл в хоккей в возрасте восьми лет, первый тренер Виталий Литвинов. До 11 лет играл на позиции нападающего. В 2014 году провёл один турнир в составе «Барыса» и транзитом через «Витязь» оказался в ярославском «Локомотиве», где окончательно стал играть в защите. С сезона 2018/19 стал играть за команду НМХЛ «Локо-Юниор». В следующем сезоне также провёл 9 матчей за «Локо» в МХЛ. На рубеже 2020—2021 годов сыграл 8 матчей в ВХЛ в составе фарм-клуба «Буран» Воронеж; несмотря на травмы и повреждения стал победителем Первенства НМХЛ. Следующие дав сезона провёл в «Локо». 20 ноября 2022 года в гостевом матче против «Спартака» (1:2) дебютировал в КХЛ. В сезоне 2023/24 сыграл 21 матч за фарм-клуб пермский «Молот» в ВХЛ.